# Nuestra Señora del Buen Consejo y San Leopoldo (1743)
El L'Oriflamme, posteriormente rebautizado como Isis y Nuestra Señora del Buen Consejo y San Leopoldo por la armada británica y española, respectivamente, fue un navío mercante de construcción francesa.
Es conocido por haber sido uno de los diez navíos más buscados por la corona española, luego de su naufragio en la costa de la playa La Trinchera, comuna de Curepto, en la Región del Maule, Chile.

## Características

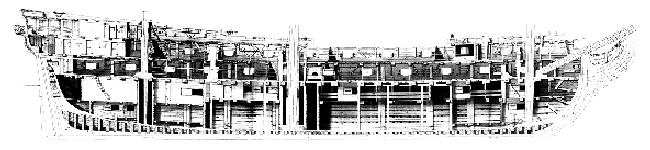
Plano de corte del casco de El Oriflama.

"El Oriflama" poseía las siguientes dimensiones: 41,3 metros de eslora (largo a la altura de flotación); 40,18 metros de quilla (largo del fondo); 10,78 metros de manga (ancho máximo); 4,0 metros de plan (parte plana al fondo del casco); 5,16 metros de puntal (altura de la quilla a la cubierta) y 1,72 metros de entrepuentes (altura del piso al techo de cada cubierta), con un desplazamiento de 1,500 toneladas.

## Armamento original
Portaba 50 cañones al ser botado, se artilló con un máximo de 56 cañones:
- 24 cañones de a 18 libras en la primera batería.
- 26 cañones de a 12 libras en la segunda batería.
- 6 cañones de a 6 libras en el alcázar.

Por lo que se clasificaba como un navío de Cuarto Rango, Primer orden.

## Historia
En el año 1742 se comienza la construcción de un navío de línea, por encargo de la marina de guerra francesa en el astillero de la ciudad puerto de Toulón al sur de Francia en la costa del mediterráneo. El encargado del proyecto fue el ingeniero Pierre Blaise Coulomb (1699-1753) miembro de una destacada familia de constructores navales franceses, quien diseñó la embarcación y supervisó su construcción.
Fue bautizado como L'Oriflamme y botado al mar el 2 de febrero de 1743, fue el tercer navío francés en ser bautizado con ese nombre. No se destacó durante su servicio a la marina francesa en ningún hecho bélico de importancia, y sirvió en ella hasta el 1 de abril de 1761, fecha hasta la cual participó en la guerra de los siete años (1756-1763) contra los británicos; y día en que fue capturado por el navío británico de 50 cañones llamado Isis al mando del capitán Edward Wheeler; El Isis sirvió a la Marina Real desde 1774 hasta 1810.
Una vez en manos inglesas no fue utilizado como barco de guerra en la Marina Real Británica, fue transformado en navío mercante armado, conservando su nombre francés L'Oriflamme, así sirvió durante 9 meses como mercante a Inglaterra hasta aproximadamente fines del mes de diciembre de 1761, momento en que el L'Oriflamme se encontraba fondeado en un puerto español, que en ese momento se encontraba a las puertas de unirse a la guerra, de ese modo se estaban ejerciendo una serie de hostilidades desde la corona española, que la llevó a aliarse con Francia, en estas fechas el rey de España Carlos III ordena la captura de todos los barcos ingleses anclados en puertos españoles.
No hay claridad en los hechos que ocurrieron para que el L'Oriflamme terminara en manos españolas, lo que sí se sabe que una vez que fue retenido por los españoles la corona lo subastó, y fue adquirido por don Juan Bautista Uztariz, Hermanos y Compañía. Donde siguió en su condición de mercante armado, pero se rebautizó con el nombre de Nuestra Señora del Buen Consejo y San Leopoldo pero siempre mantuvo el alias de El Oriflama nombre castellanizado del francés “L'Oriflamme”. Aquí se le clausura la primera batería de cañones para transformarla en bodega quedando artillado solo con 26 cañones de 8 libras en la segunda batería.
Realizó varios viajes a Nueva España entre 1763 y 1768. Durante este período, varios documentos denuncian que regresaba cargado de caudales a Cádiz desde Veracruz y La Habana.

## Último viaje

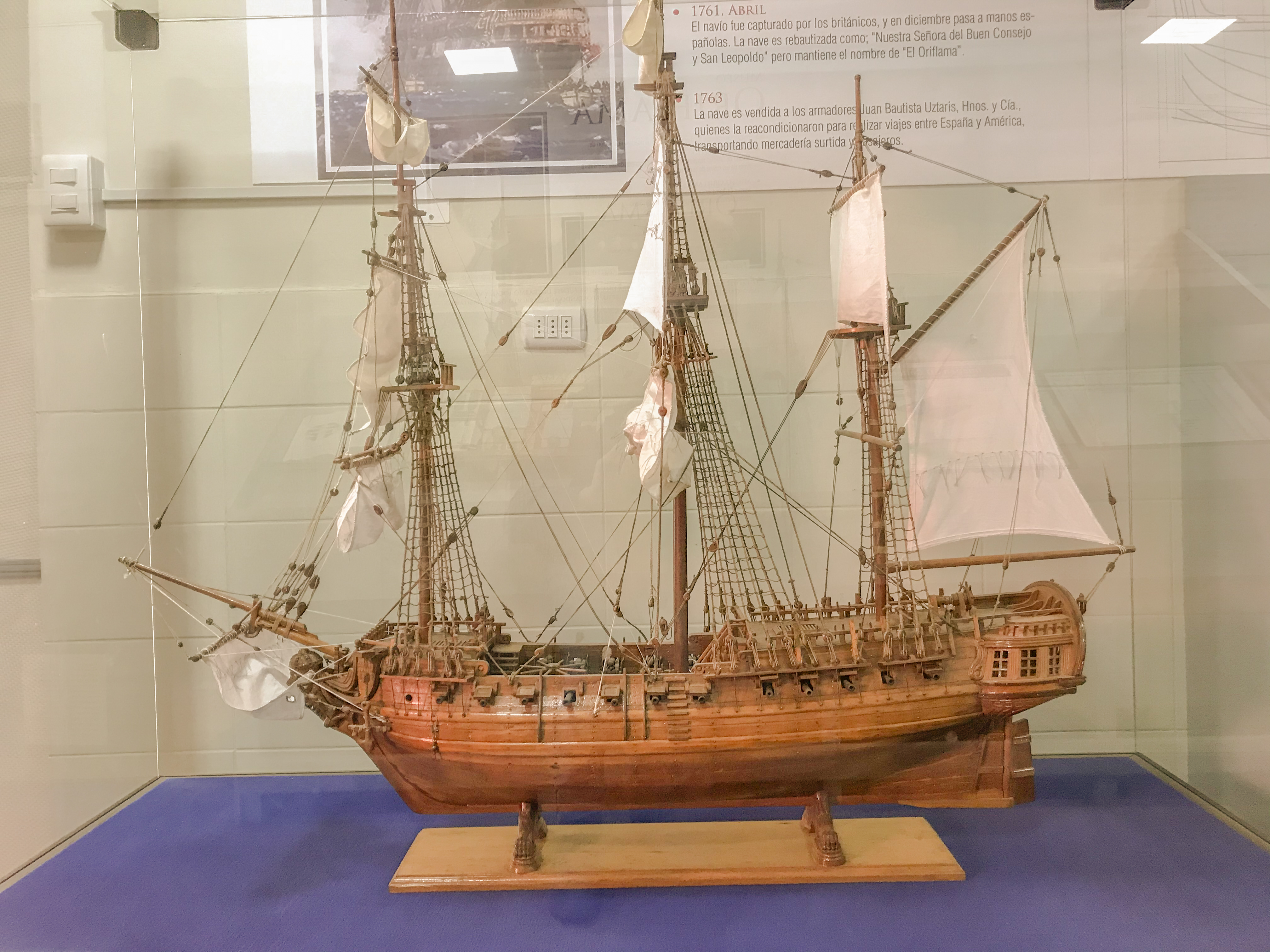
Maqueta de exposición del Navío de Línea Nuestra Señora del Buen Consejo y San Leopoldo alias "El Oriflama", ubicada en la sala museo Oriflama, Curepto Chile

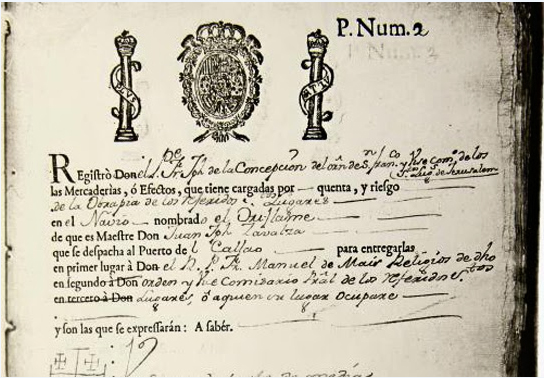
Documento de autorización y registro de la carga que portaba "El Oriflama".

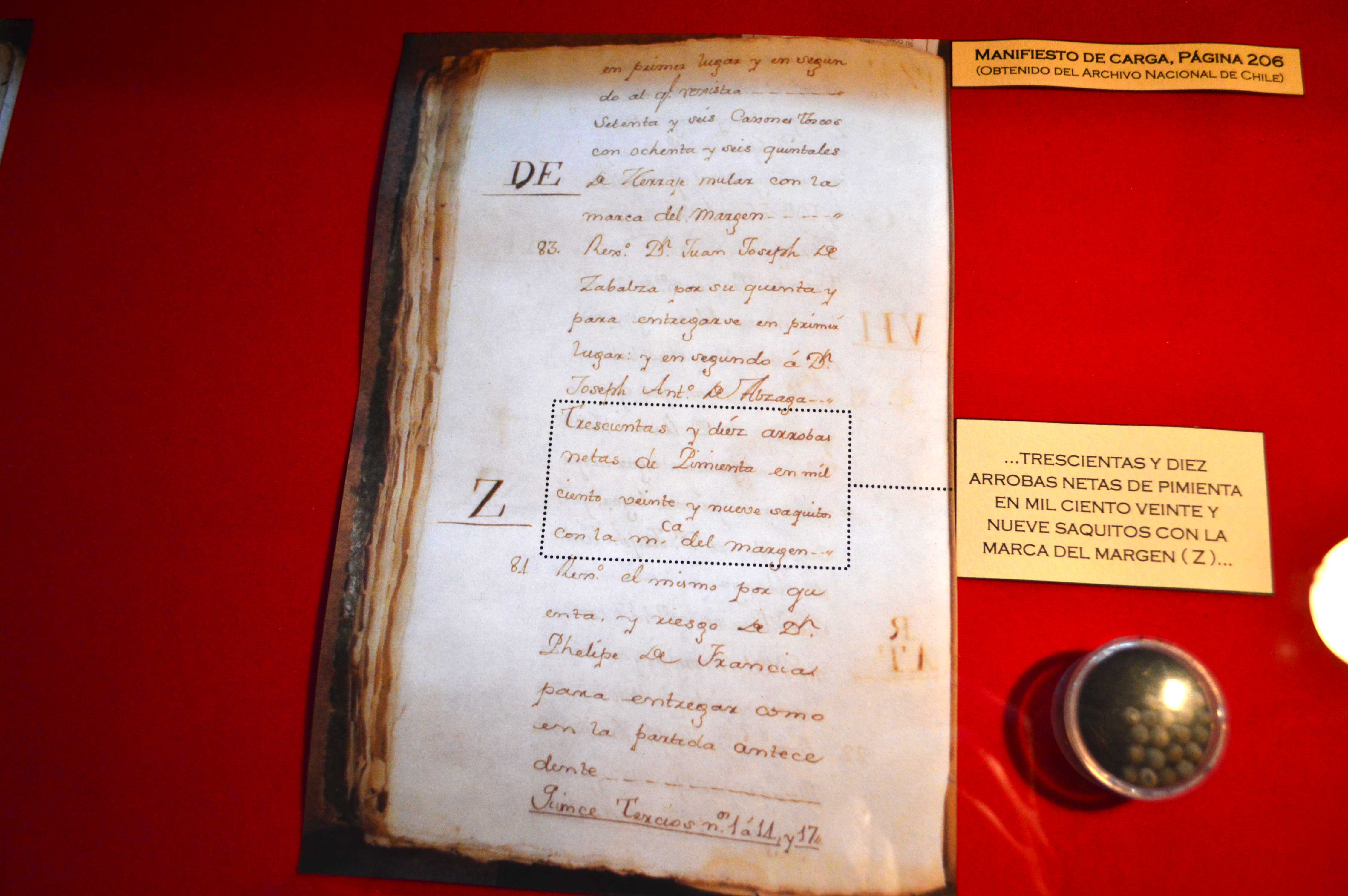
Página 206 del manifiesto de carga de El Oriflama, que detalla parte de la carga, en el detalle está un cargamento de pimienta, y una muestra de la pimienta hallada en el sondaje al pecio.

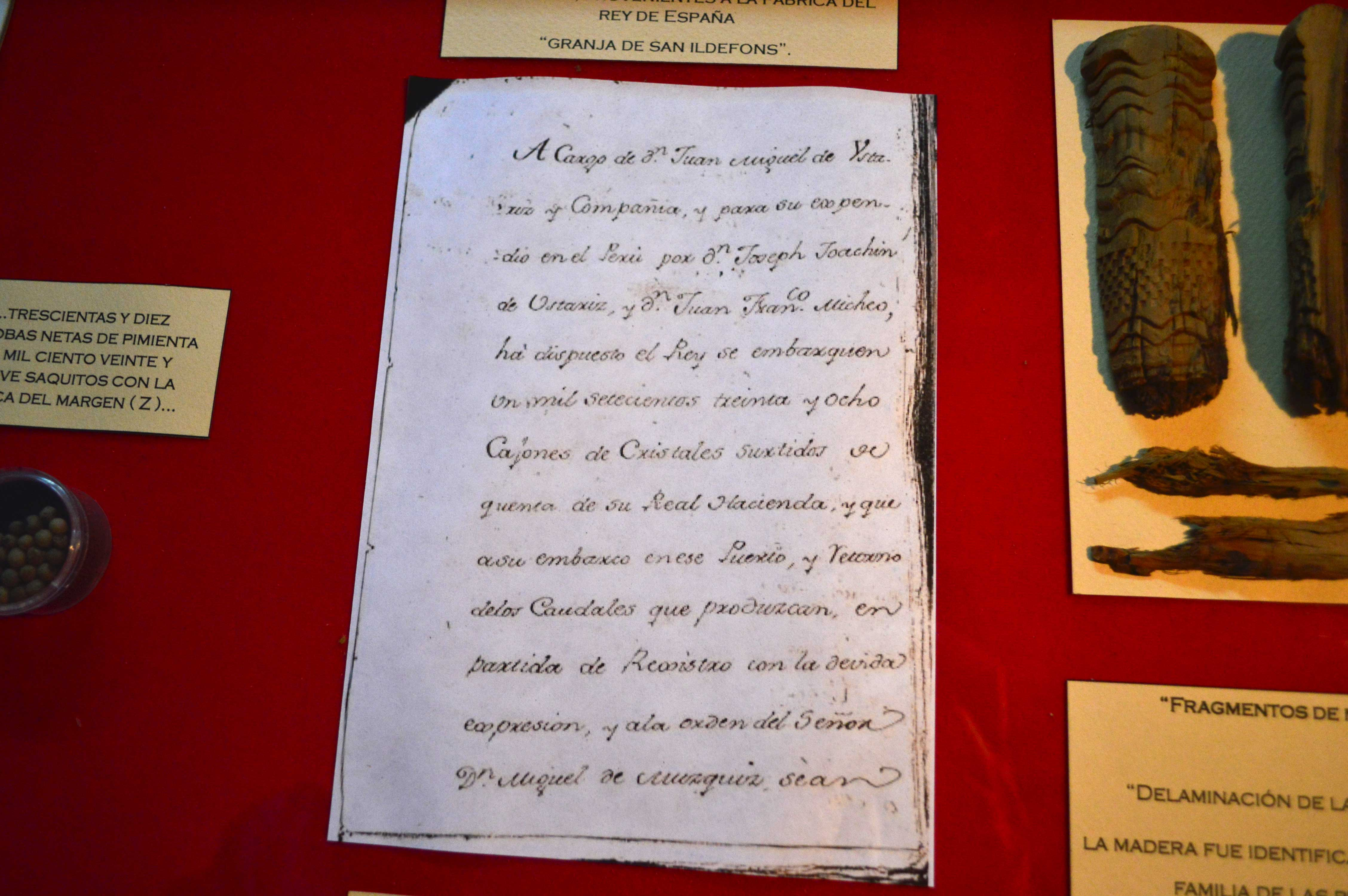
Parte del Manifiesto de carga que indica la entrega de parte del cargamento de cristales.

Su último viaje, con destino al puerto peruano del Callao, lo realizó posiblemente, en conserva del navío "San José" alias “El Gallardo”, barco al mando del capitán Don Juan Esteban de Ezpeleta (por cuanto este último conducía el registro de “El Oriflama” por duplicado).
Así el 18 de febrero de 1770 zarpó del puerto de Cádiz en la costa atlántica del sur de España, con una tripulación de 176 hombres y 38 pasajeros al mando del capitán Don José Antonio de Alzaga, el hábil piloto del Pacífico Don Manuel de Buenechea y su Maestre, José de Zavalza, el cual se comprometió a viajar "derechamente" hacia el puerto de destino, sin tocar ningún otro puerto bajo pena de multa.
Con una carga registrada total de 108.000 palmos cúbicos de mercancías, equivalentes a unos 1290 m³ y excediéndose en 3.584 palmos cúbicos (43 m³) las 628,5 toneladas de arqueo de su bodega (1247 m³), “El Oriflama” totaliza un registro igual a 436 que incluía: 1658 cajones (78 000 palmos) (932 m³ / 72.22% de la carga) de todo tipo: platería, fardos de telas en general, hebillas de zapato, herrería, adornos, ropas, relojes, cuchillería, papelería, herramientas, relicarios, centenares de barriles, cofres con anillos, gargantillas y aretes de oro, botones con incrustaciones de piedras preciosas, oro amonedado, especias e instrumentos de navegación y 1738 cajones arpillados (30 000 palmos) (358 m³ / 27.77% de la carga), conteniendo fina cristalería de la Real Fábrica de Cristales de la Granja de San Ildefonso, por encargo del Rey, para ser vendidos en el virreinato, en beneficio de las fábricas de Talavera. Este será sin dudas el cargamento más valioso a bordo y el objeto de todos los esfuerzos del rescate luego del naufragio.
Dentro de los pertrechos habituales del navío, portaba: sextantes, octantes y astrolabios, ampolletas para medir el tiempo, picas, hachas de abordaje, 26 culebrinas (cañones de bronce) de 8 libras, ballestas, sables, puñales y pistolas.

## Naufragio

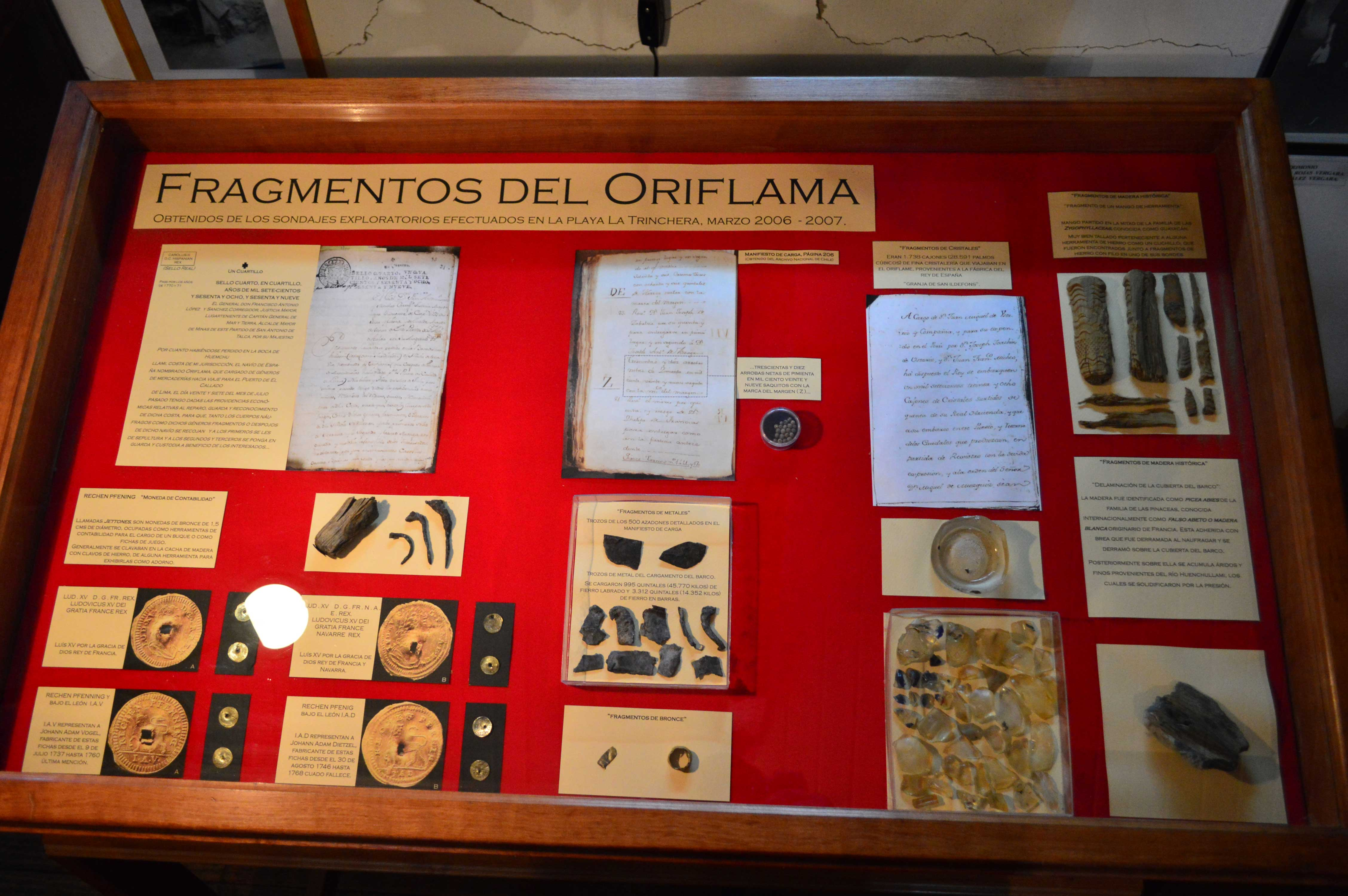
Vista general de la Vitrina que guarda los objetos hallados en el sondaje que se hizo en el pecio de "El Oriflama". Esta vitrina y objetos se encuentran en el Museo Histórico Religioso de Curepto.

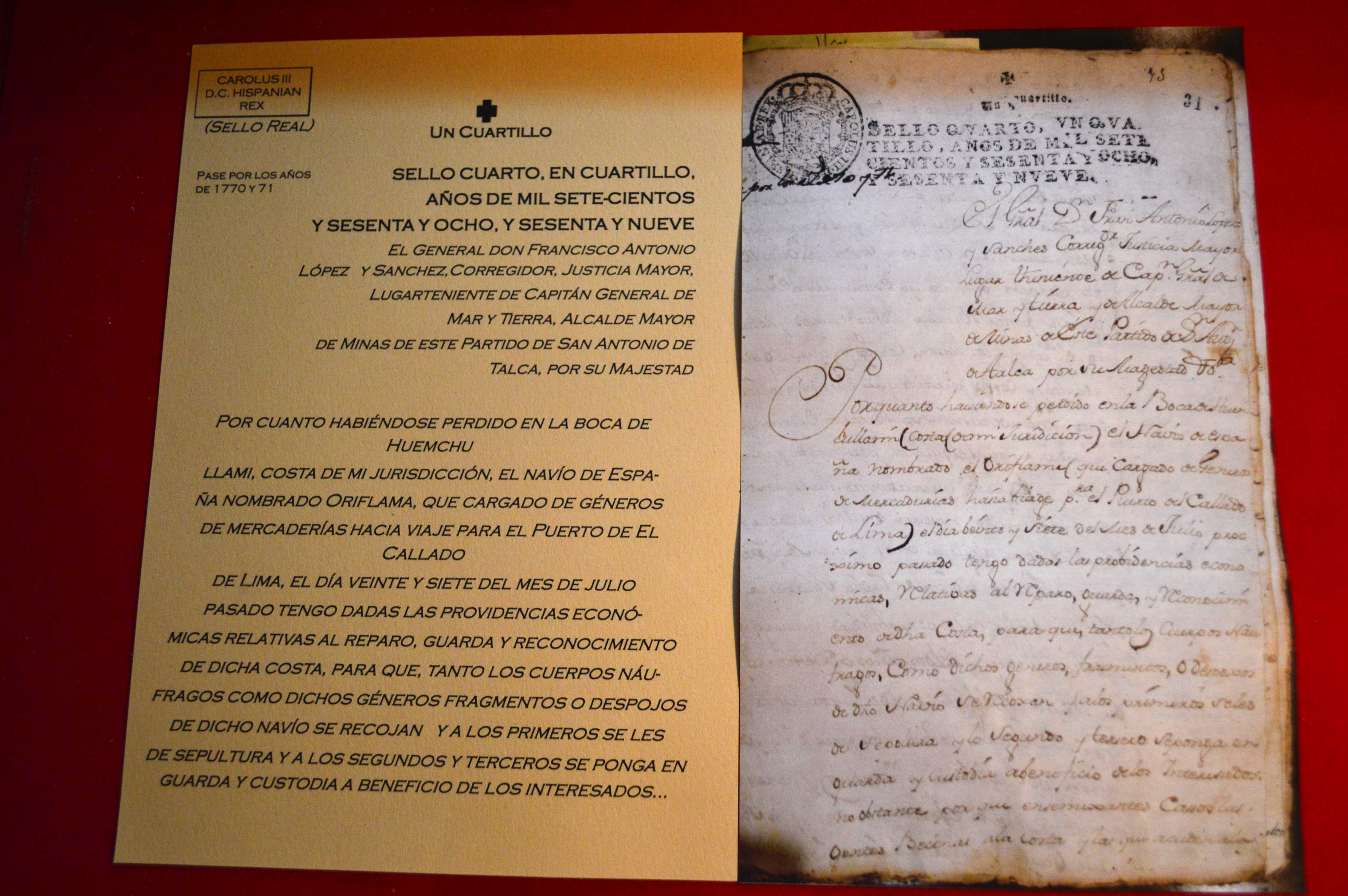
Documento redactado por Francisco Antonio López y Sánchez relativo a la búsqueda del Oriflama después de su Naufragio.

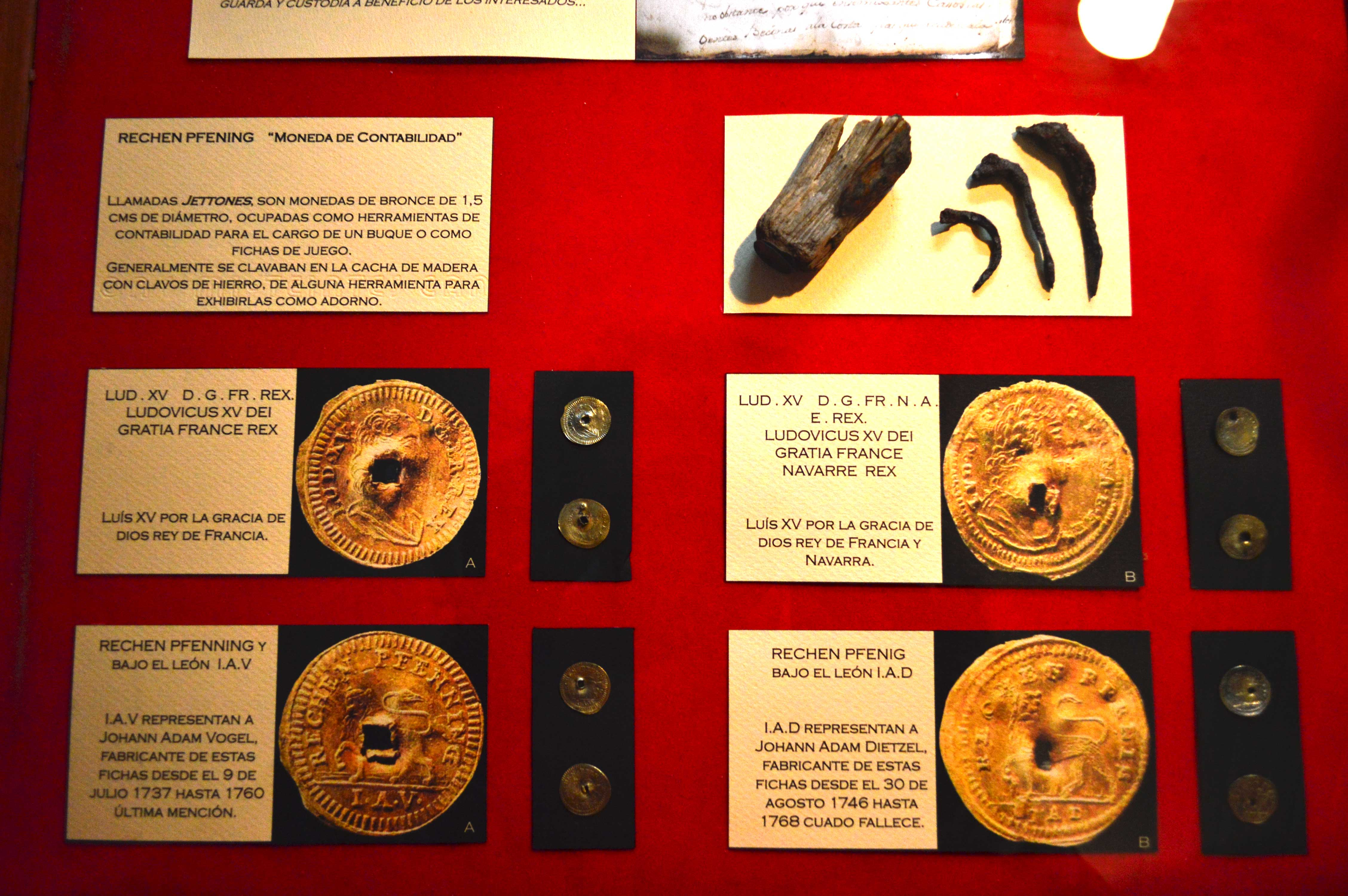
Monedas de contabilidad de bronce llamadas "Jettones" encontradas en el Sondaje al Pecio.

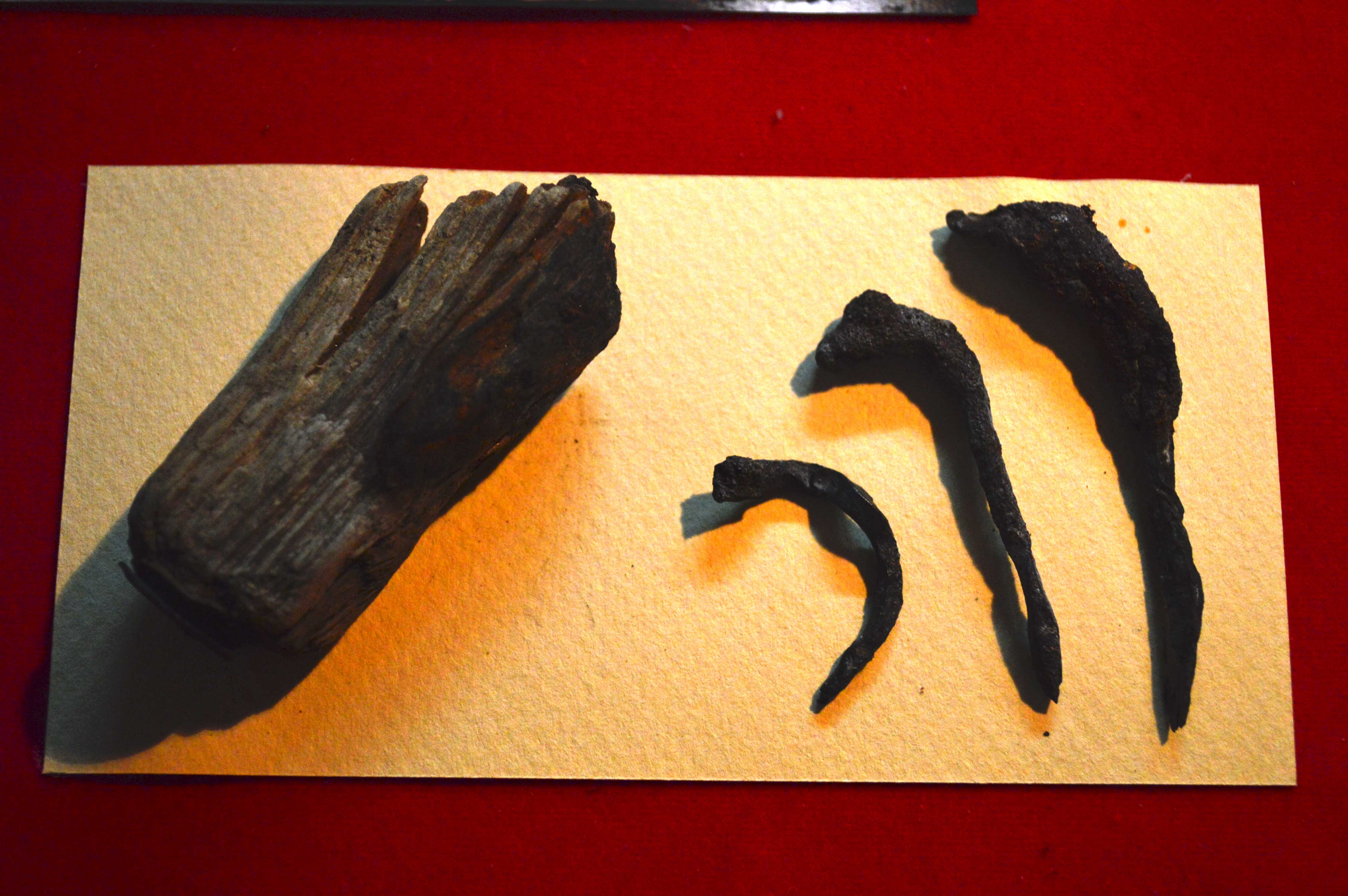
Trozo de madera y clavos de hierro forjado pertenecientes a El Oriflama, piezas obtenidas del sondaje, actualmente en el Museo Histórico Religioso de Curepto.

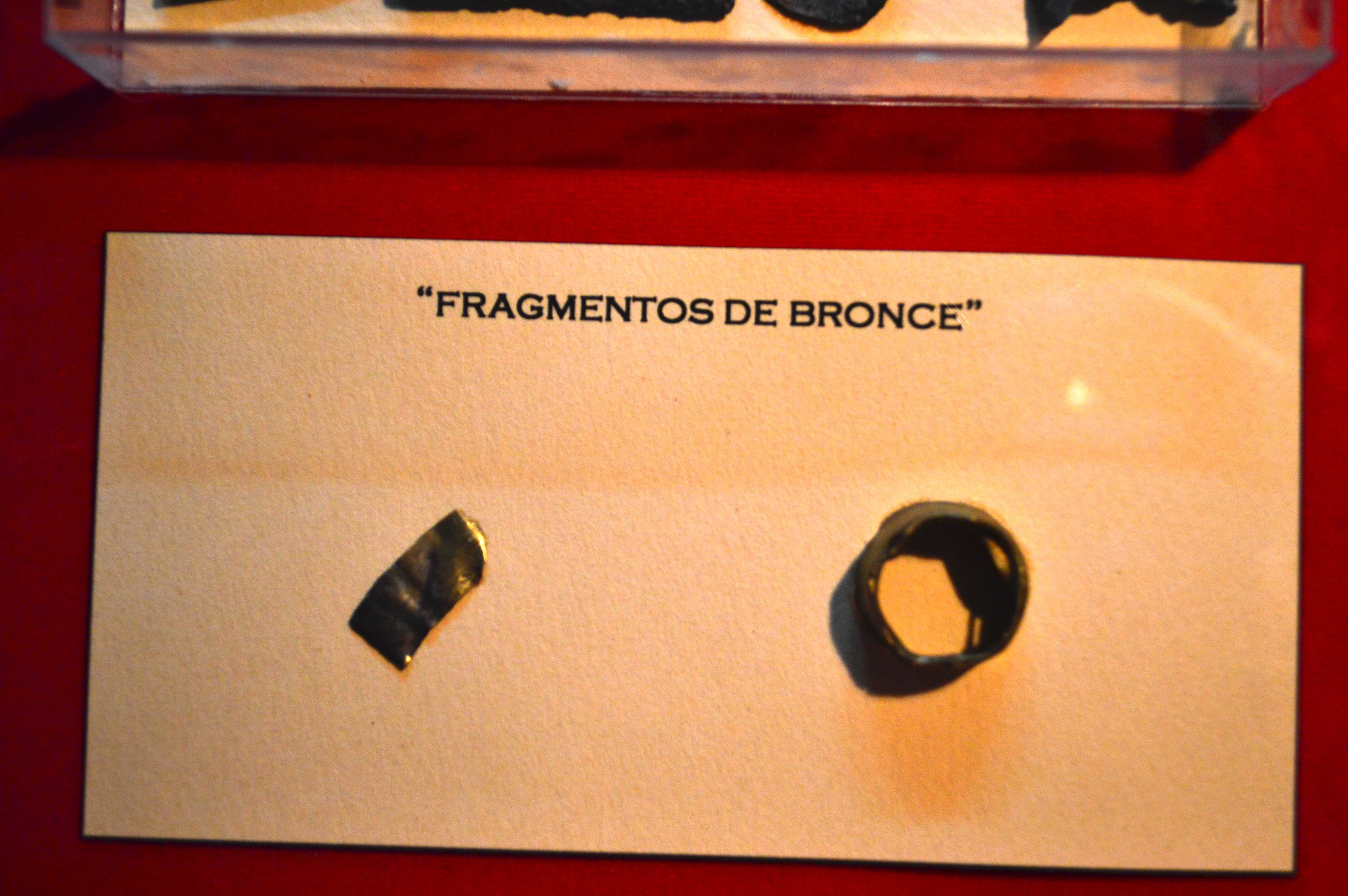
Trozos de bronce, extraídos en el sondaje al pecio.

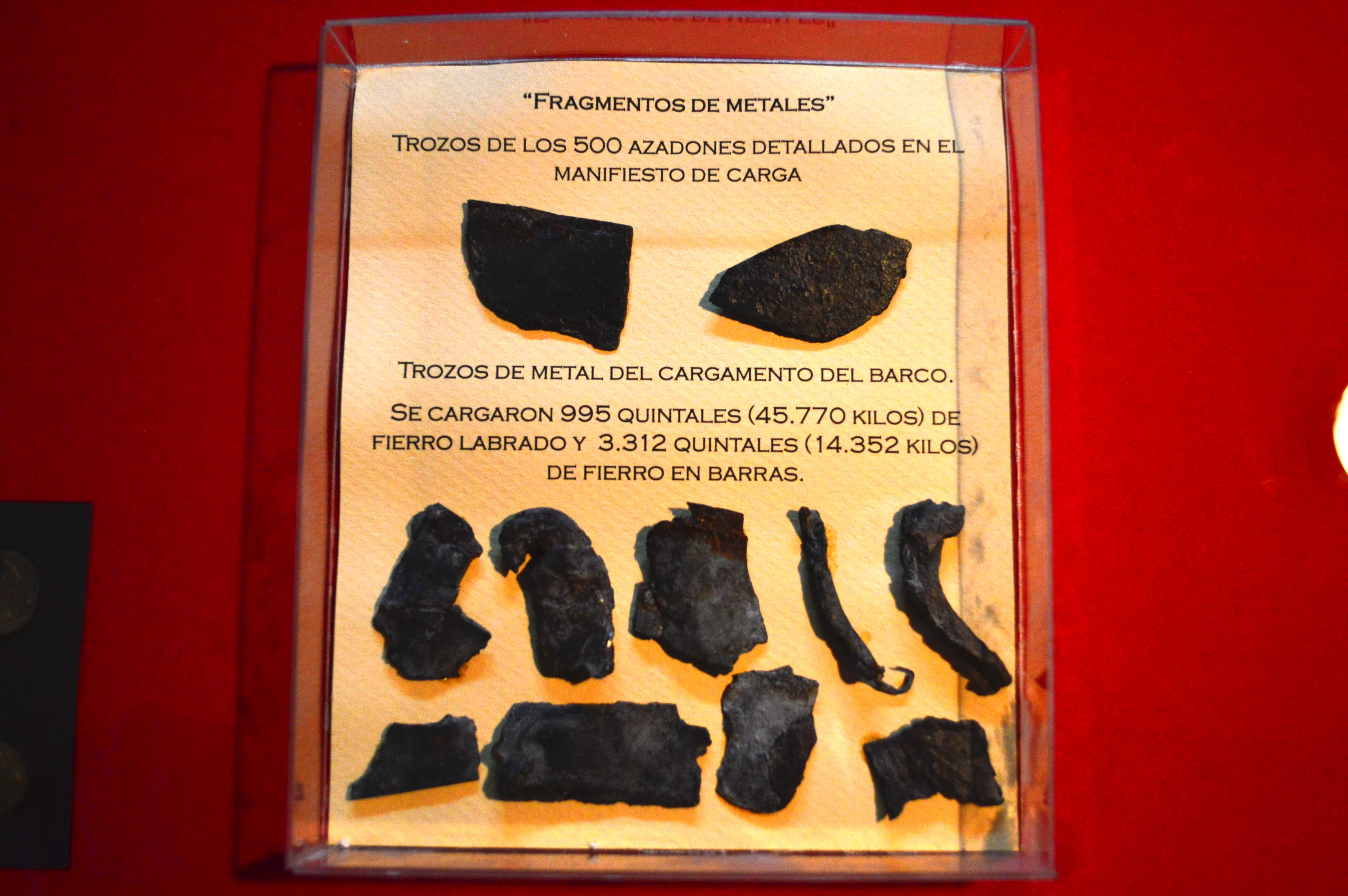
Piezas de hierro pertenecientes a herramientas portadas como carga.

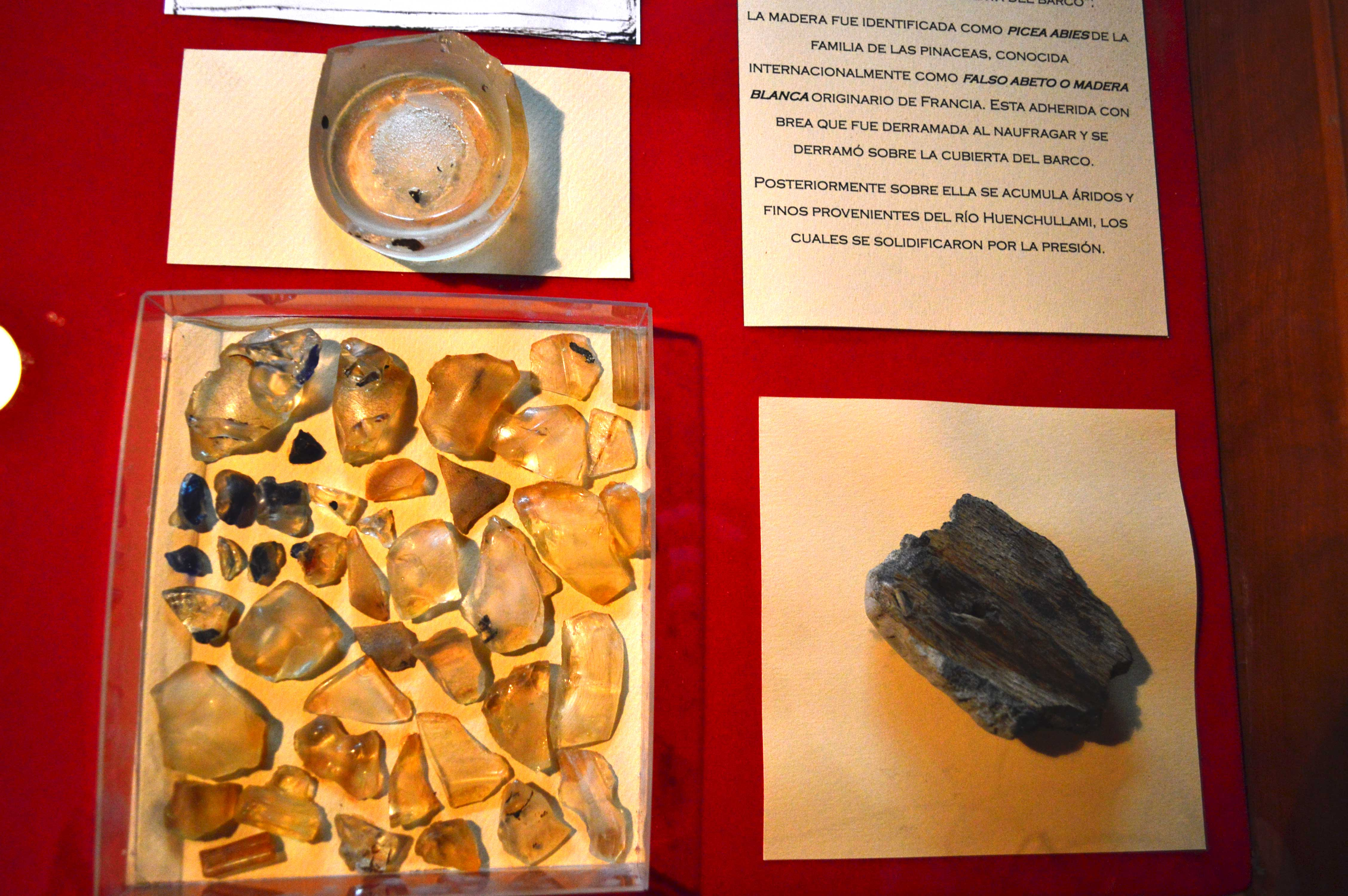
Trozos del fino cristal de la Real Fábrica de Cristales de San Ildefonso.

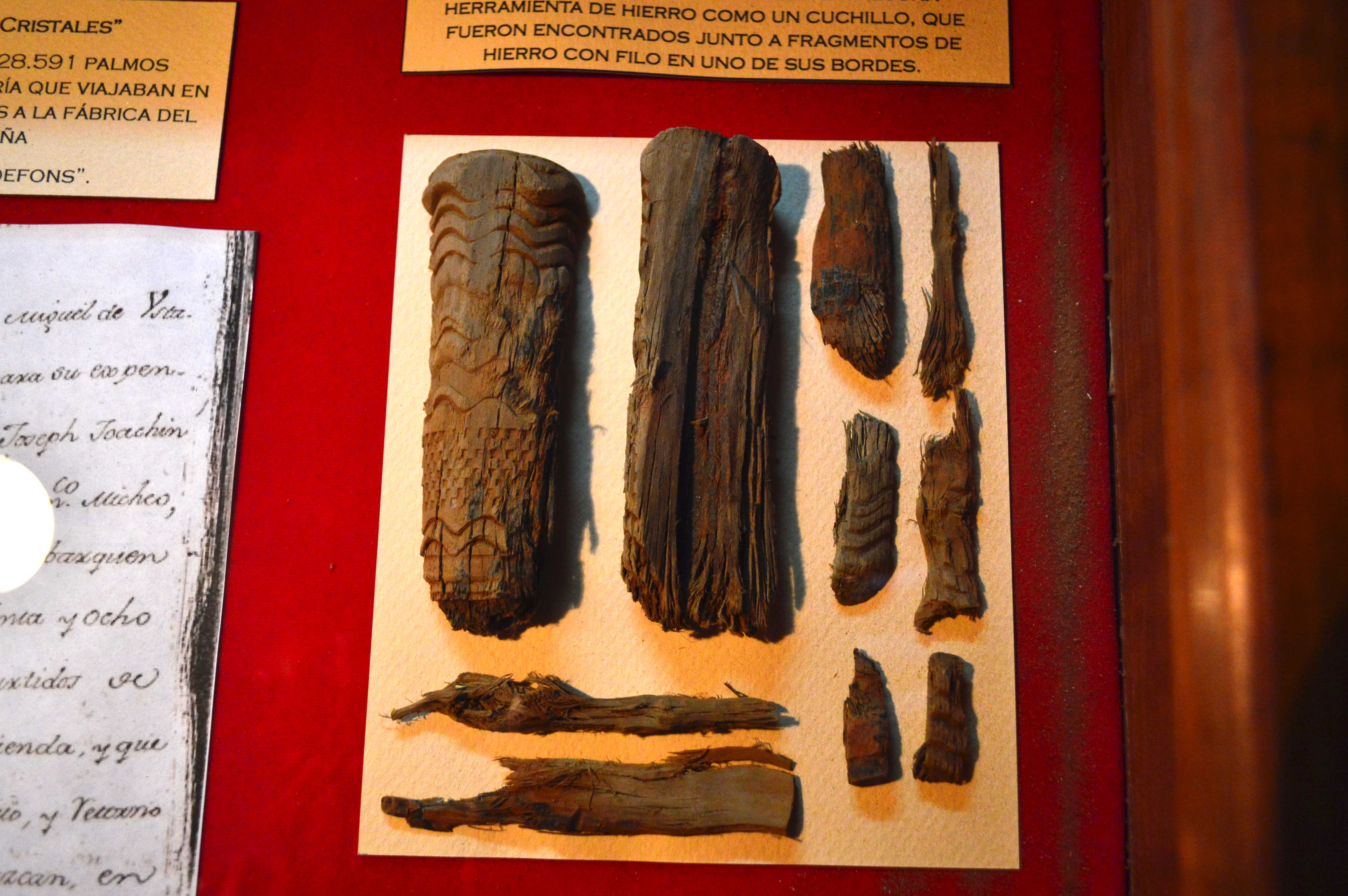
Trozos de madera pertenecientes a una elaborada asa de algún cuchillo, en madera de guallacán (árbol caribeño).

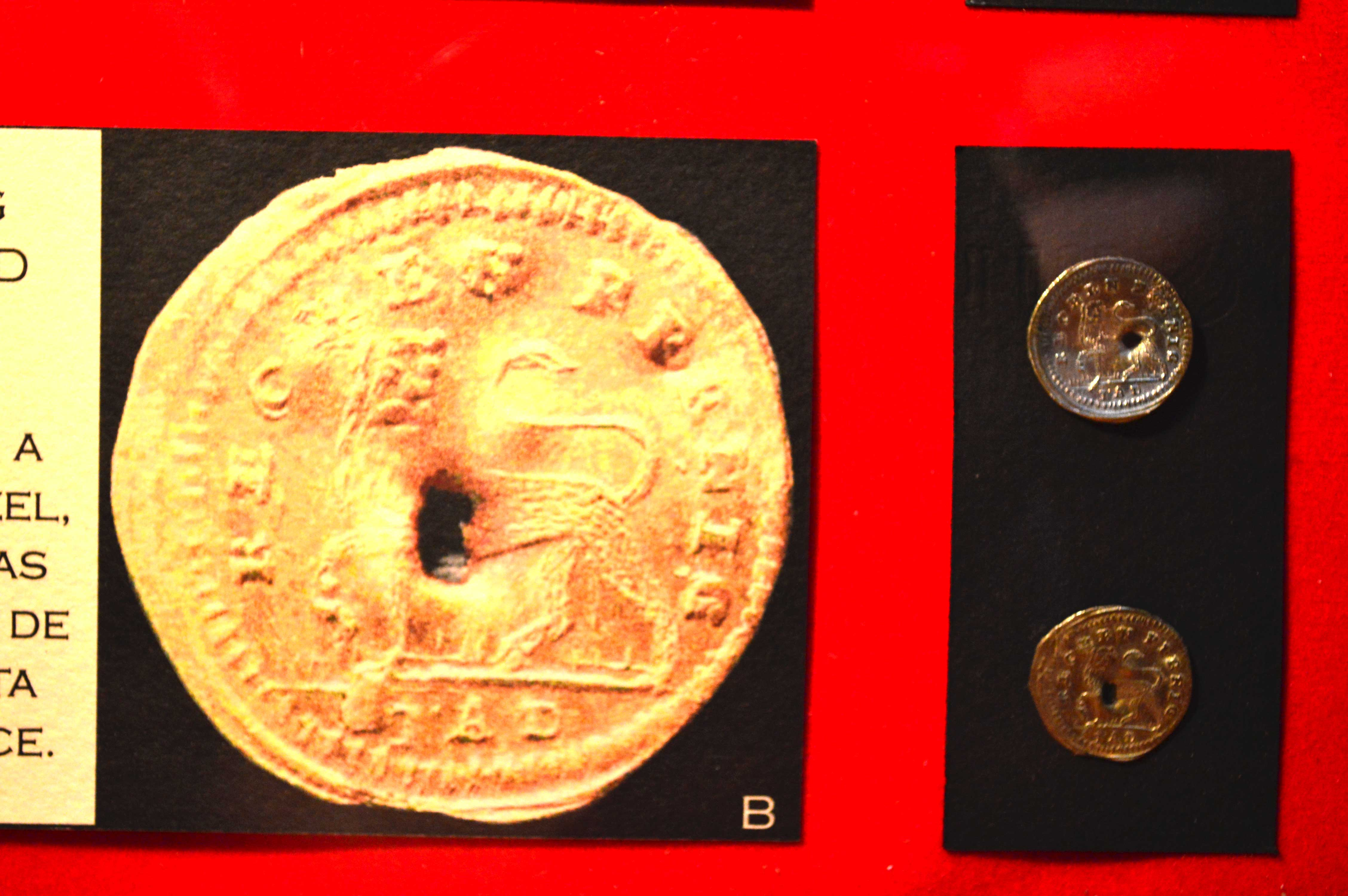
Monedas de bronce.

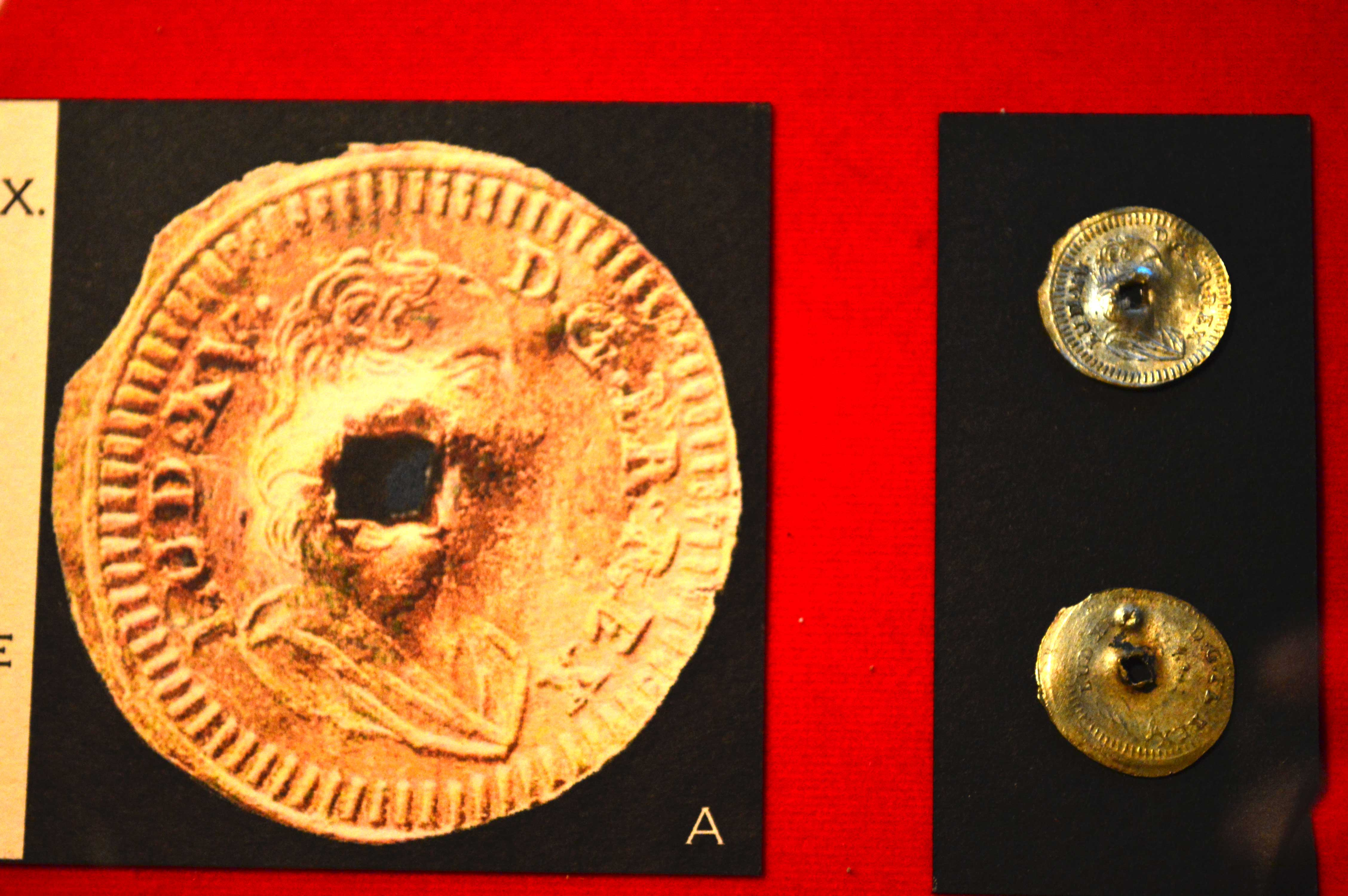
Monedas de bronce.

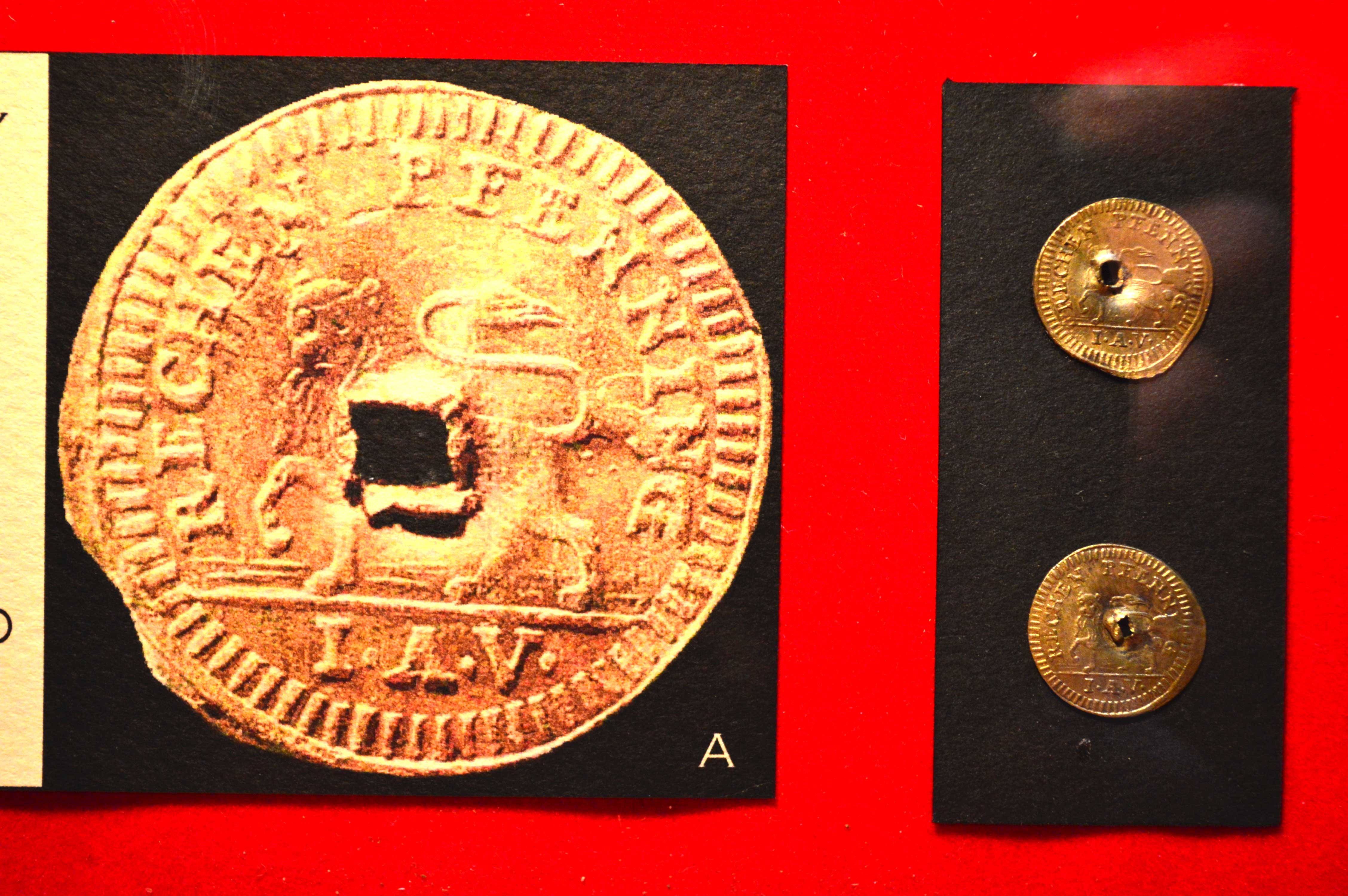
Monedas de bronce.

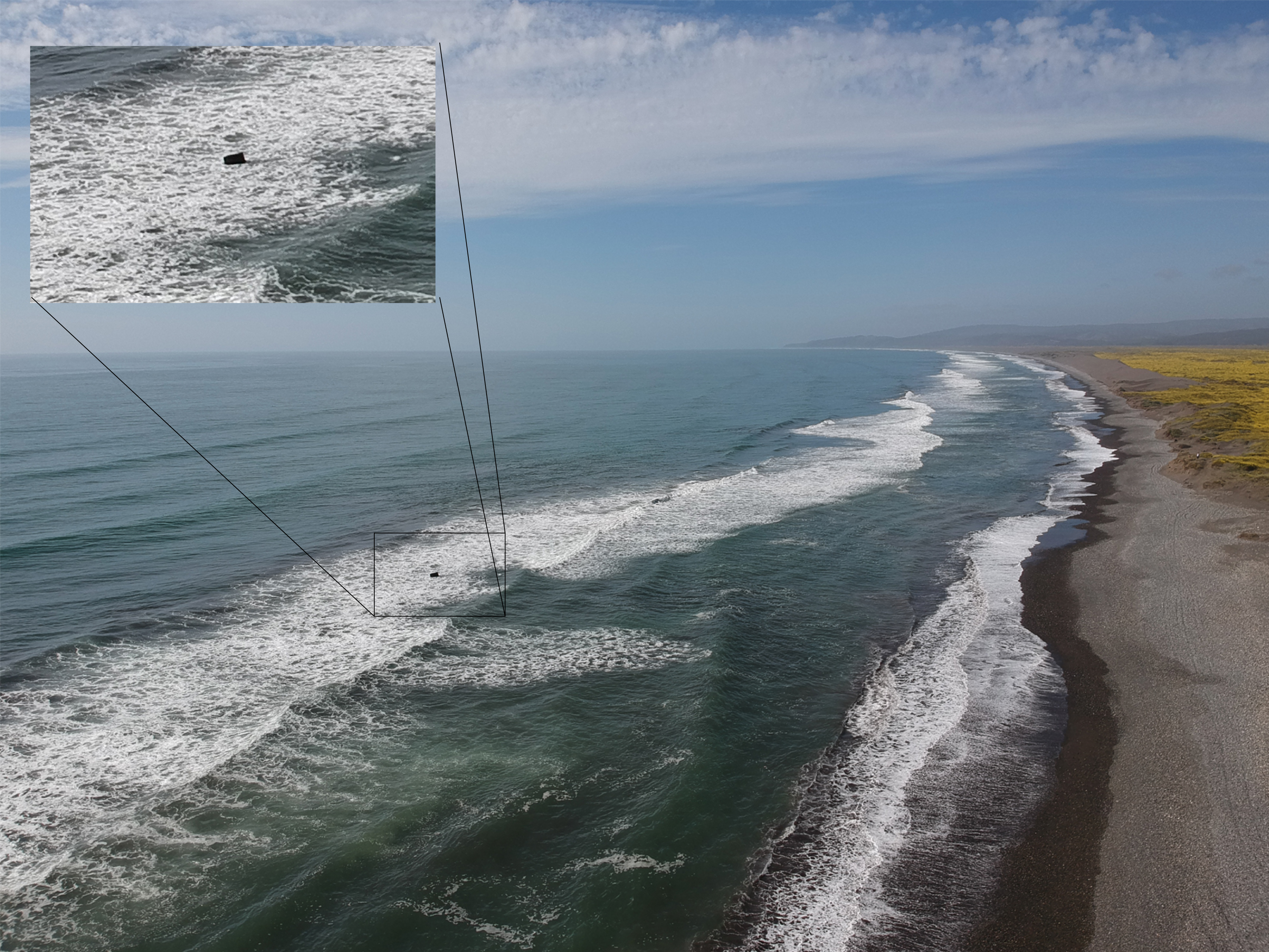
Contexto en que se encuentra el pecio del Nuestra señora del buen consejo hoy, demarcado por un tubo de sondaje puesto posterior al descubrimiento, los restos hoy descansan bajo 2 metros de agua y 7 metros de arena. La forma de la playa ha cambiado considerablemente cuando se hundió en 1790, la playa estaba 1 km más a tierra, y antes del terremoto del 2010 estaba 160mts más hacia el mar, por lo que al realizarse el sondaje estaba en playa seca.

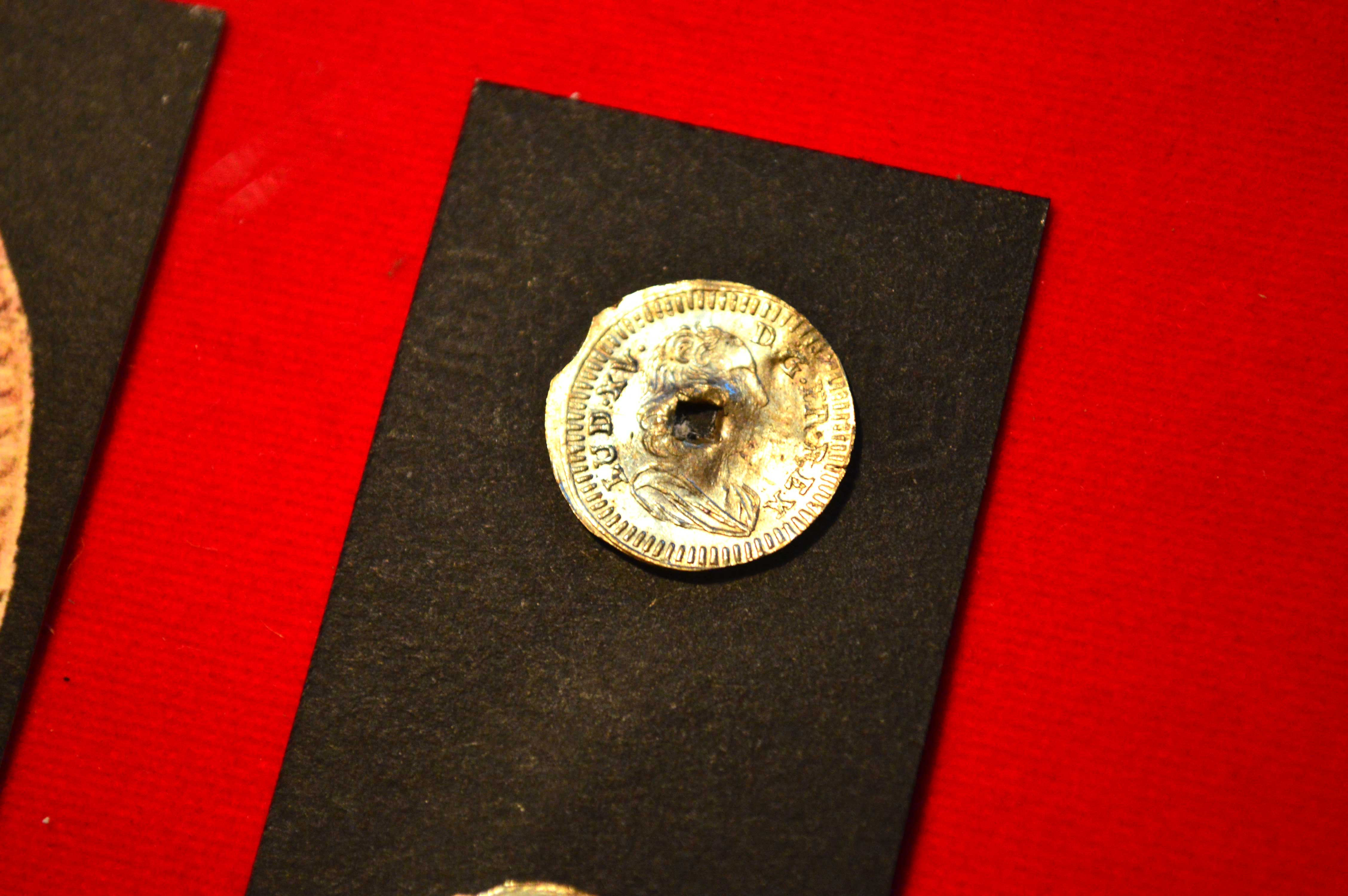
Detalle de una de las pequeñas monedas de bronce encontradas.

Cruzando el Cabo de Hornos los dos navíos se separan presumiblemente por las condiciones climáticas,
Casi al término de su viaje y luego de cinco meses de navegación “El Oriflama” es avistado, el 25 de julio de 1770, aproximadamente en los 34º 09' de latitud Sur (Naufragó realmente en la Latitud 35°06'S), entre los puertos de Concepción y Valparaíso, por el navío español “San José”, alias “El Gallardo”, a lo que el capitán Ezpeleta ordena ponerse al pairo, a fin de identificar al otro navío. “El Oriflama” no responde al cañonazo disparado ni a la bandera de señales izada como aviso en “El Gallardo”, por lo que dispone que un bote se dirija hacia el otro barco, distante unas dos leguas (9,6km). 
De esta forma, el segundo piloto de “El Gallardo”, José de Álvarez, a bordo del bote, pudo conocer la identidad de “El Oriflama” que se encontraba en un estado lamentable y enterarse del estado desastroso de los pasajeros y tripulación, víctimas del frío, hambre y escorbuto. Desde su partida habían echado 78 cadáveres al mar, quedaban a bordo 106 enfermos graves, y sólo 30 hombres podían maniobrar en forma limitada las velas inferiores, siendo incapaces de subir más arriba de la primera cofa.
El capitán Ezpeleta ordenó se embarcase de inmediato en el bote una tripulación de auxilio de 40 hombres y provisiones para brindarles ayuda inmediata, "jamones, un barril de sémola, una barrica de harina, quesos y vino". No obstante, la calma que había posibilitado la reunión de ambos navíos, se transformó de improviso en un viento fuerte del norte que impidió el acercamiento del bote con provisiones. 
Ante esto, Ezpeleta ordenó arriar las velas para mantener su posición, y dispara un segundo cañonazo para que “El Oriflama”, con el viento a su favor, viniese hacia El Gallardo, pero El Oriflama, sin hacer caso ni demostración ninguna, claramente a la deriva, alejándose de El Gallardo. Prosiguió la vuelta de afuera, que había emprendido con las cuatro principales rizadas y el sobremesana. En vista de la sorpresiva y errada maniobra de El Oriflama, el capitán de “El Gallardo” optó por seguirlo, ejecutando idéntica maniobra, además de señalar su posición con faroles dispuestos estratégicamente sobre los mástiles. A las diez de la noche se vio la última luz de un farol de “El Oriflama”, la que se perdió después, por haber arreciado el viento. Al día siguiente 26 de julio, sobre las dos y media de la tarde, El Oriflama es avistado nuevamente por El Gallardo y por última vez.
En horas del mediodía del 27 de julio de 1770 y bajo una terrible tempestad de viento, agua y lluvia, el Capitán Feliciano Lottelier divisó el navío que venía siguiendo la línea de costa muy cerca de ella y acudió con gente a la orilla del mar, ya estaba encallado sobre la misma reventazón y cerca de la desembocadura del Río Huenchullamí en la playa La Trinchera. Desarbolado a ras de cubierta con la popa separada de la proa, y con alrededor de ocho hombres en el bauprés pidiendo socorro, el navío Nuestra Señora del Buen Consejo y San Leopoldo alias El Oriflama se pierde para siempre con su tripulación bajo una fuerte tempestad, la que impidió cualquier ayuda desde el mar o desde la tierra.
Al día siguiente, 28 de julio, aparecieron sobre la playa algunos cajones y fardos, fragmentos del casco y arboladura junto a 12 cadáveres.
En los días próximos al naufragio, el corregidor del partido de San Antonio de Talca don Francisco Antonio López y Sánchez, notificó mediante documento la claridad de conocer el valor de la carga, y envió un equipo en comisión a hacer reconocimiento de la costa, recoger y dar sepultura a los cadáveres en el cementerio de Huenchullamí, y guardar los fragmentos y despojos del naufragio en beneficio de sus dueños. Se dictó penas judiciales para quien fuera sorprendido en la costa tratando de robar carga de los restos, y así alejar a los curiosos. El 8 de marzo de 1771 llegó al paraje de Huenchullamí, procedente de Lima, Juan Antonio de Bonachea, con 9 marineros y 3 buzos expertos; bajo órdenes directas del Virrey del Perú don Manuel de Amat y Junyent (1704 – 1782), de encontrar los restos y su cargamento a cualquier costo. En abril de 1771 se presenta el capitán Don José de Gana como apoderado en representación de Don José Manuel de Ustariz y de Don Nicolás de Rojas, propietarios del navío pidiendo auxilio para rescatar lo que el mar había devuelto a la orilla. Diez meses después del naufragio. 
Sin embargo, pese a todos los esfuerzos, poco se pudo rescatar y se informó "Que durante todo el tiempo que se encontraban en el sitio, no habían visto la mar tranquila tres días, por lo que consideraba casi imposible el rescate aún en caso de encontrar la carga. Dando por finalizada la búsqueda en los primeros meses de 1772, pudiendo rescatar solo una parte de la carga total del navío.